# لورينا هيكوك
لورينا آليس «هيك» هيكوك (بالإنجليزية: Lorena Hickok) (7 مارس 1893 - 1 مايو 1968) صحفية أمريكية عُرفت بعلاقتها الوطيدة بالسيدة الأولى الأميركية إليانور روزفيلت. لاقت هيكوك النجاح كمراسلة لمينيابوليس تريبيون وأسوشييتد بريس بعد طفولة معذبة، لتصبح أكثر مراسلة امرأة شهرةً في أميركا بحلول عام 1932. بعد تغطيتها لحملة فرانكلين د. روزفيلت الانتخابية الأولى، تمكنت هيكوك من خلق علاقة وطيدة مع من كانت على وشك أن تصبح السيدة الأولى آنذاك، وسافرت معها بكثافة. كانت طبيعة علاقتهما مثار جدال واسع، وخاصةً بعد اكتشاف 3000 رسالة متبادلة بينهما، تؤكد فيما يبدو على وجود حميمية جسدية بينهما وعُرفت هيكوك بكونها سحاقية. كانت طبيعة هذه العلاقة هي ما عرضت موضوعية هيكوك للمساءلة؛ ما أدى بها إلى الاستقالة من عملها في أسوشييتد بّريس والعمل كرئيسة التحقيقات في الإدارة الفدرالية لنجدة الطوارئ (إف إي آر إيه). روجت لاحقًا للمعرض العالمي في نيويورك عام 1939، ثم عملت سكرتيرةَ تنفيذيةَ لقسم النساء في اللجنة الوطنية الديمقراطية، ساكنةً في أغلب الأوقات في البيت الأبيض. ألفت هيكوك العديد من الكتب.

## بداياتها ومسيرتها المهنية
لورينا آليس هيكوك، وُلدت في 7 مارس/ آذار 1893 في شرق تروي، ويسكونسن، ابنة آديسون ج. هيكوك  (1860- 1932)، جبّان مختص في صناعة الزبدة، وآنّا هيكوك (مولودة باسم آنّا أديليا وايات، ماتت 1906). لها أختان، روبي آديلسا (لاحقاً أصبحت روبي كلاف، 1896-1971) وميرتل. كانت طفولتها قاسية؛ فوالدها مدمن كحول ولم تحظَ العائلة برفاهية أن يكون رب المنزل موظفاً دائماً. حين كانت في العاشرة من عمرها انتقلت عائلتها إلى بودل، ساوث داكوتا وماتت آنّا بنوبة قلبية هناك عام 1906، حين كانت هيكوك بسن 13 عاماً. تزوج آديسون من إيمّا فلاشمان عام 1908، بعد وفاة زوجته بعامين، وهي مطلّقة عملت كخادمة منزلية لدى العائلة بعد وفاة آنّا. لم تكن علاقة لورينا بأبيها آديسون جيّدةً؛ لكونه أباً معنّفاً ومهملاً لواجباته تجاهها، ولذا لم يدافع عنها حين طردتها إيمّا من منزل العائلة. في ظل غياب دعم والدها، دعمت هيكوك بنت الأربعة عشر عاماً نفسها بالعمل كخادمةٍ منزلية لدى عائلة إيرلندية وفي منزل بالإيجار تغزوه الفئران وفي سكنٍ عمالي لعمال السكك الحديدية في حافة البلدة وأخيراً في مطبخٍ لمزرعة. أثناء عملها في السكن العمالي كانت تضطر لتحصين باب غرفتها بكرسي كي لا يتمكن الزوار الذكور من اقتحام الغرفة عليها أثناء نومها. رأت لورينا والدها مرة أخرى في حياتها عندما كانت في الخامسة عشر، أثناء ركوبهما القطار. لم تكن كلمات آديسون مهذبة حينها لكن هذه التجربة أدّت إلى تحرير الفتاة، التي تركت القطار آنذاك مدركةً بأنها أصبحت بالغةً ولم يعد يمكن لأبيها أن يضربها.
شقّت هيكوك طريقها إلى غيتيسبورغ، ساوث داكوتا، حيث قابلت وعملت لدى سيدةٍ عجوز لطيفة اسمها السيّدة دودّ، التي ساعدتها في تعلم متطلبات البلوغ وتحمل مسؤولية الذات، فعلمتها وهي مراهقة مهاراتٍ أساسية ككيفية غسل شعرها. وقد قررت هيكوك بتأثير من السيدة دودّ العودة إلى بودل للالتحاق بالمدرسة. وبدأت العمل لدى عائلة بيكيتز الثرية في مقابل السكن والإيواء، لم يكن وضع هيكوك المعيشي جيداً، إذ طلبت منها ربة المنزل أن تخصص كل وقتها لأعمال التنظيف، ما كان على حساب دراستها. تركت منزل آل بيكتز لتسكن عند آل أومالي الذين كانوا يمتلكون صالوناً، وكان ينظر إليهم بازدراء لهذا السبب. وبعكس ما جرى مع عائلة بيكيت فقد صادقت هيكوك الزوجين، وخاصة الزوجة، والتي كانت منبوذة في بودل، ليس بسبب مصدر دخل عائلتها وحسب، بل أيضاً لارتدائها الشعر المستعار والمساحيق التجميلية وشربها للكحول. تمكنت هيكوك من إيجاد بعض الاستقرار العائلي عام 1909 عندما غادرت ساوث داكوتا إلى شيكاغو إيلّينوي لتلتقي إيلّا إيليس، قريبتها التي كانت تناديها العمة إيلّا. دفعت السيدة أومالي لها أجرة القطار واشترت لها ثياباً لأجل المناسبة. ومن هناك، تابعت هيكوك دربها لتتخرج من الثانوية في باتل كريك، ميشيغان وتسجل في كلية لورنس في آبّلتون، ويسكونسن، لكنّها تركت الجامعة.
وجدت هيكوك عملاً في تغطية مغادرة ووصول القطارات وكتابة قصص شخصية لصالح نشرة أخبار المساء في باتل كريك مقابل 7 دولارات في الأسبوع. انضمت إلى جريدة ميلواكي سينتينل، كمحررة لقسم المجتمع، في محاولة لاتباع خطى مثالها الأعلى، الكاتبة الروائية والصحفية السابقة إدنا فيربر. لكنها انتقلت لتعيش إيقاع الحياة في المدينة لتكتشف موهبتها في إجراء المقابلات الصحفية، قابلت مشاهير من بينهم الممثلة ليليان راسل وعازف البيانو إغناتسي بّاديريوسكي ومغنيتا الأوبرا نيلّي ميلبا وجيرالدين فارّار، مكتسبة بذلك جمهوراً واسعاً، وقد أصبحت أيضاً صديقة إرنستين شومان-هاينك.
انتقلت هيكوك إلى مينيابوليس للعمل في صحيفة مينيابوليس تريبيون. سجلت في جامعة مينيسوتا، تاركةً إياها عقب إجبارها على السكن في المهجع الجامعي للنساء. بقيت تعمل لدى مينيابوليس تريبيون حيث أتيحت لها فرص غير معتادة بالنسبة للمراسلات من النساء. كانت مقالاتها مسبوقةً بتعريف عنها -وهو أمر لا يتاح لكل المراسلين- وكانت المراسلةَ الرئيسيةَ للصحيفة، التي تغطي الأحداث السياسية والرياضية، وتجهز افتتاحية الجريدة. خلال عملها مع الجريدة، كانت تغطي أيضاً أخبار فريق كرة القدم، لتصبح واحدة من أوائل المراسلات اللّواتي جرى تعيينهنّ لمتابعة الأخبار الرياضية. نالت في عام 1923 جائزةً من وكالة أسوشييتد بّريس لأفضل مقالة خاصة للشهر عن كتابتها مقالةً عن قطار جنازة الرئيس وارن ج. هاردينغ.
عاشت هيكوك خلال السنوات التي قضتها في مينيابوليس مع مراسلة مجتمعية تدعى إيلّا مورس، أقامت معها علاقةً دامت ثماني سنوات. شُخّصت هيكوك بمرض السكري عام 1926، وأقنعتها مورس بأخذ استراحة لمدة سنة من عملها في الصحيفة كي يستطيعا السفر إلى سان فرانسيسكو وتتمكن هيكوك من كتابة رواية. لكنّ مورس عادت فجأةً إلى حبيبها القديم في بداية هذه الاستراحة، تاركةً هيكوك محطمة ومحبطة. انتقلت هيكوك إلى نيويورك غير قادرةٍ نفسياً على العودة إلى مينيابوليس، لتعملَ لدى جريدة نيويورك ديلي ميرور.
بعد العمل لسنة في جريدة نيويورك ديلي ميرور، حصلت هيكوك على عمل عند وكالة أسوشييتد بّرس عام 1928، حيث أصبحت إحدى أفضل مراسلي الوكالة. نُشرت مقالتها عن غرق سفينة إس إس فّيستريس في جريدة نيويورك تايمز تحت تعريف شخصي خاص بها، لتكون أول سيدة تحصل على هذه الميزة في الجريدة. أُرسلت أيضاً لتغطية أحداث اختطاف ليندبيرغ وأحداث وطنية أخرى. بحلول عام 1932، كانت قد أصبحت الوجه الأنثوي الأشهر بين المراسلات في الولايات المتحدة الأميركية.

## بداية العلاقة مع إليانور روزفلت
التقت هيكوك بروزفلت لأول مرة عام 1928 حين كلفتها وكالة أسوشييتد بّريس بمقابلتها. أقنعت هيكوك عام 1932 رؤساء التحرير أن يسمحوا لها بتغطية إليانور روزفلت أثناء حملة زوجها الرئاسية ولمدة الأربعة شهور الممتدة بين انتهاء الانتخابات ومراسم تنصيب الرئيس الجديد. عندما توفيت والدة نائب فرانكلين، ميسي لوهاند، دعت إليانورُ هيكوكَ لترافقها إلى بوستدام، نيويورك لحضور الجنازة. قضت الاثنتان رحلة القطار الطويلة وهما تتحدثان معاً، بادئتين صداقةً دامت طويلاً فيما بعد. بحلول تنصيب فرانكلين في 4 مارس 1933. كانت هيكوك قد أصبحت صديقة إليانور الأقرب. سافرتا معاً إلى ألباني والعاصمة واشنطن، وقضتا معظم أيامهما صُحبةً. شاركت هيكوك عائلة روزفلت العشاء كل ليلة أحد، في حين رافقت إليانور هيكوك إلى المسرح أو الأوبرا في بقية الليالي، أو تعشيتا معاً لوحدهما في شقة هيكوك. ارتدت إليانور في مراسم تنصيب زوجها خاتماً من حجر الزفير أهدتها إياه هيكوك.
أجرت هيكوك في نفس اليوم مقابلةً مع روزفلت في حمام البيت الأبيض، وهي رسمياً أول مقابلة تجريها كسيدة أولى. كانت هيكوك في ذلك الوقت مغرمةً بشدة بروزفلت وتجد صعوبات متزايدة في محاولات إتمام عملها الصحفي بموضوعية. يضاف إلى ذلك أن عمل هيكوك أبقاها في نيويورك معظم الوقت، بينما كانت إليانور في واشنطن. أزعج الافتراق كلتيهما، وصرحتا بحبهما من خلال المكالمات الهاتفية والمراسلات، وضعت روزفلت صورة هيكوك على مكتبها، وأخبرت هيكوك بأنها كانت تقبلها كل مساء وصباح. كتبت روزفلت رسائل من 10 إلى 15 صفحة كل يوم إلى «هيك»، التي كانت تخطط لكتابة سيرة السيدة الأولى الذاتية.
كانت طبيعة علاقة هيكوك بروزفلت مثار جدل بين المؤرخين. كانت روزفلت على علاقة مقربة بأكثر من زوج من السحاقيات، كنانسي كوك وماريون ديكرمان، وإيثر لايب وإيليزابيث فيشر ريد، ما يؤشر على فهمها للسحاقية؛ وقد كانت ماري سوفيستر، معلمة روزفلت أيام الطفولة الّتي كان لها أثر كبير على تشكيل أفكار روزفلت لاحقاً، سحاقيةً أيضاً. نشرت دوريس فيبر، كاتبة سيرة حياة هيكوك، بعضاً من مراسلات روزفلت وهيكوك عام 1980، لكنها خلصت إلى أن العبارات الغرامية كانت مجرد إعجاب طفولي متأخر كالذي يحدث لفتيات المدارس، وحذرت المؤرخين من الانخداع بالمظاهر. انتقدت ليلا ج. روبّ حجة فيبر، مطلقةً على كتابها تسمية «دراسة حالة في المثلية الجنسية» محتجةً بأن فيبر، وبدون أن تدرك، قامت بتقديم «الصفحة وراء الصفحة من الأدلة المؤشرة على نشوء وتطور علاقة حب بين المرأتين». رأى بلانش وايسزن كوك، كاتب سيرة حياة روزفلت، بأن العلاقة كانت رومنسية بالفعل، ما استدعى انتباه الرأي العام في البلد.